# Miscellaneous Charges Order
Miscellaneous Charges Order (MCO) – bon podróżny stosowany przez przedsiębiorców świadczących usługi turystyczne oraz w przewozie lotniczym. Uprawnia do zakupu usług od przewoźników lotniczych oraz innych podmiotów takich jak hotele czy biura podróży. Czasami może podlegać spieniężeniu.